# Заячерицкий Погост
Заячерицкий Погост — деревня в Устьянском районе Архангельской области.

## География
Находится в южной части Архангельской области на расстоянии приблизительно 21 км на юг по прямой от административного центра района поселка Октябрьский в верховьях речки Заячья.

## История
В 1859 году здесь (погост Вельского уезда Вологодской губернии) было учтено 4 двора. До 2022 года входила в Ростовско-Минское сельское поселение до его упразднения. Здесь когда-то находились деревянные церкви Никольская и Рождества Богородицы, позднее каменная Рождества Богородицы.

## Население
Численность населения: 18 человек (1859 год), 2 (русские 50 %, украинцы 50 %) в 2002 году, 0 в 2010.